# Tlaquiltenango
Tlaquiltenango là một đô thị thuộc bang Morelos, México. Năm 2005, dân số của đô thị này là 29637 người.